# Hiroshi Kanazawa
Hiroshi Kanazawa (金澤 宏?, Kanazawa Hiroshi; fl. XX secolo) è stato un calciatore giapponese, di ruolo portiere.